# 中村純
中村 純（なかむら じゅん、1970年 -  ）は、日本の詩人・作家・編集者。

## 来歴・人物
東京都生まれ。慶應義塾大学文学部卒業後、出版社に編集者として勤務。その後教員となる。
2000年から2006年まで出版社勤務と並行して、早稲田大学ジェンダー研究所にて客員研究員を務めた。2005年に土曜美術社出版販売の第14回詩と思想新人賞を受賞し、同年第一詩集『草の家』で第37回横浜詩人会賞を受賞した。
2012年より京都市在住。
日本現代詩人会、日本詩人クラブ、横浜詩人会、｢いのちの籠｣の各会員。キャリアコンサルタントの資格を持つ。

## 詩集
- 『草の家』（2005年、土曜美術社出版販売）
- 『海の家族』（2008年、土曜美術社出版販売）
- 『はだかんぼ』（2013年、コールサック社）
- 『女たちへ―Dear Women』（2017年、土曜美術社出版販売）

## エッセイ集
- 『いのちの源流 愛し続ける者たちへ』（2013年、コールサック社）
- 『憲法と京都』編著書（2016年、かもがわ出版）

## 共著・編著
- 『戦争×文学　9･11 変容する戦争』（2011年、集英社）
- 『命が危ない　311人詩集　いま共にふみだすために』（2012年、コールサック社）
- 『水・空気・食物 ３００人詩集 ― 子どもたちへ残せるもの』（2014年、コールサック社）
- 『日本韓国中国　国際同人誌　モンスーン』（2015年～　コールサック社）
- 『311を心に刻んで　2018』（2018年、岩波書店）

## 解説
- 『続・高良留美子詩集』（2016年、思潮社）

## 構成作家・出演・講演など
- 『茂山逸平　風姿和伝』（2019年、春陽堂書店）監修　茂山逸平、写真　上杉遥　で、構成・取材執筆・編集を担当
- 京都コミュニティラジオ『おはようさんどす』で、2013年～2017年までレギュラーゲスト、詩やインタビューコーナーを担当
- KBS京都『ラジオでつなぐ』で、アナウンサー梶原誠とともに詩のコーナーを担当（2014年）
- 2011年以降、詩、東日本大震災原発事故、平和、キャリア等をテーマに、全国各地で講演活動を行っている

## 編集者
- 文化出版局、三省堂等を経て、京都移転で独立
- 書籍、国語・教育関連出版物、WEB、キャリア関連取材記事、出版関連記事等に携わる
- 土曜美術社出版販売　詩誌『詩と思想』編集委員